# Inesa Kraveț
Inesa Kraveț (în ucraineană Інеса Кравець; n. Șuleak; n. 5 octombrie 1966, Dnipropetrovsk, RSS Ucraineană, URSS) este o fostă atletă ucraineană, specializată în săritură în lungime și triplusalt.

## Carieră
În proba de săritura în lungime s-a clasat pe locul 10 la Jocurile Olimpice din 1988 de la Seul și pe locul 6 la Campionatul European din 1990 de la Split, reprezentând Uniunea Sovietică. La Campionatul Mondial în sală din 1991 de la Sevilla a obținut locul 4 la lungime și a câștigat proba de triplusalt, care a fost o competiție demonstrativă in acel timp. În același an, în luna iunie, ea a stabilit und nou record mondial cu o săritură de 14,95 m.
În 1992, Inesa Kraveț a concurat la Campionatul European în sală de la Genova, unde a câștigat titlul la triplusalt și a ocupat locul patru la lungime. Prima ei medalie olimpică a obținut în același an. A câștigat argintul la lungime la Jocurile Olimpice de la Barcelona din 1992, în urma lui Heike Drechsler. În anul următor, reprezentând Ucraina, ea a câștigat medalia de bronz în proba de săritură în lungime la Campionatul Mondial în sală de la Toronto și a devenit prima campioană mondială în sală la triplusalt.
La Campionatul European sală din 1994 a câștigat bronzul la lungime și a terminat pe locul șase la triplusalt. În același an, la Campionatul European de la Helsinki, a câștigat argintul la lungime și bronzul la triplusalt. La Campionatul Mondial din 1995 de la Göteborg a câștigat cu recordul mondial de 15,50 m.
În 1996 ea a câștigat medalia de aur la triplusalt la Jocurile Olimpice de la Atlanta. În anul 2000 a primit o suspendare pentru doi ani după ce a fost depistată pozitiv cu un nivel de steroizi supra-ridicat. Apoi a câștigat argintul la lungime la Campionatul Mondial în sală din 2003 de la Birmingham din 2003.
Recordul mondial al ucrainencei a rezistat 26 de ani, până când venezueleana Yulimar Rojas a sărit 15,67 m la Jocurile Olimpice de la Tokio.

## Realizări
| An   | Competiție                   | Locație                    | Loc | Eveniment  | Note  |
| ---- | ---------------------------- | -------------------------- | --- | ---------- | ----- |
| 1987 | Universiada                  | Zagreb, Croația            | 5   | lungime    | 6,50  |
| 1988 | Jocurile Olimpice            | Seul, Coreea de Sud        | 10  | lungime    | 6,46  |
| 1989 | Universiada                  | Duisburg, Germania de Vest | 5   | lungime    | 6,36  |
| 1990 | Campionatul European         | Split, Iugoslavia          | 6   | lungime    | 6,85  |
| 1991 | Campionatul Mondial în sală  | Sevilla, Spania            | 4   | lungime    | 6,71  |
| 1991 | Campionatul Mondial în sală  | Sevilla, Spania            | 1   | triplusalt | 14,44 |
| 1991 | Universiada                  | Sheffield, Marea Britanie  | 1   | lungime    | 6,87  |
| 1992 | Campionatul European în sală | Genova, Italia             | 4   | lungime    | 6,57  |
| 1992 | Campionatul European în sală | Genova, Italia             | 1   | triplusalt | 14,15 |
| 1992 | Jocurile Olimpice            | Barcelona, Spania          | 2   | lungime    | 7,12  |
| 1993 | Campionatul Mondial în sală  | Toronto, Canada            | 3   | lungime    | 6,77  |
| 1993 | Campionatul Mondial în sală  | Toronto, Canada            | 1   | triplusalt | 14,47 |
| 1994 | Campionatul European în sală | Paris, Franța              | 3   | lungime    | 6,72  |
| 1994 | Campionatul European în sală | Paris, Franța              | 6   | triplusalt | 14,32 |
| 1994 | Campionatul European         | Helsinki, Finlanda         | 2   | lungime    | 6,99  |
| 1994 | Campionatul European         | Helsinki, Finlanda         | 3   | triplusalt | 14,67 |
| 1995 | Campionatul Mondial          | Göteborg, Suedia           | 10  | lungime    | 6,57  |
| 1995 | Campionatul Mondial          | Göteborg, Suedia           | 1   | triplusalt | 15,50 |
| 1996 | Jocurile Olimpice            | Atlanta, Statele Unite     | -   | lungime    | FR    |
| 1996 | Jocurile Olimpice            | Atlanta, Statele Unite     | 1   | triplusalt | 15,33 |
| 1997 | Campionatul Mondial          | Atena, Grecia              | -   | triplusalt | NS    |
| 1999 | Campionatul Mondial          | Sevilla, Spania            | 22  | triplusalt | 13,49 |
| 2003 | Campionatul Mondial în sală  | Birmingham, Marea Britanie | 2   | lungime    | 6,72  |
| 2003 | Campionatul Mondial          | Paris, Franța              | -   | lungime    | NS    |

## Recorduri personale
| Probă              | Performanță | Dată             | Locație  |
| ------------------ | ----------- | ---------------- | -------- |
| Lungime            | 7,37 m      | 13 iunie 1992    | Kiev     |
| Triplusalt         | 15,50 m RE  | 10 august 1995   | Göteborg |
| Lungime în sală    | 7,09 m      | 1 febuarie 1992  | Moscova  |
| Triplusalt în sală | 14,67 m     | 27 ianuarie 1995 | Moscova  |